# 栄烏高速道路
栄烏高速道路（栄成-烏海高速道路）（えいうこうそくどうろ、簡体字: 荣乌高速公路（荣城-乌海高速公路））は、中華人民共和国の国家高速道路網を構成する高速道路。山東省栄成市と内モンゴル自治区烏海市とを結ぶ。路線番号はG18。全線が開通すると、路線延長は1820キロメートルになる。